# Gele rozenbladwesp
De gele rozenbladwesp (Arge ochropus) is een vliesvleugelig insect uit de familie Argidae. De wetenschappelijke naam werd gepubliceerd in 1790 door Gmelin.